# Свободное Государство Антьокия
Свободное Государство Антьокия (исп. Estado Libre de Antioquia), также известное, как Государство Антьокия (исп. Estado de Antioquia), Республика Антьокия (исп. República de Antioquia), Свободное и Суверенное Государство Антьокия (исп. Estado Libre y Soberano de Antioquia), Свободное и Независимое Государство Антьокия (исп. Estado Libre e Independiente de Antioquia) — государство, существовавшее в Южной Америке в 1811—1814 годах.

## История

### Провозглашение независимости от Испании
В 1808 году Наполеон вынудил Карла IV и Фердинанда VII отречься от прав на испанский престол, и сделал королём Испании своего брата Жозефа. Однако это привело к народному восстанию, вылившемуся в затяжную войну. Королевский Верховный совет Кастилии провозгласил королевское отречение не имеющим силы, и носителем высшей власти в стране была объявлена Верховная центральная правящая хунта королевства. 29 января 1810 года хунта самораспустилась, передав власть Регентскому совету Испании и Индий.
Весной 1810 года Южной Америки достигли известия о самороспуске Центральной хунты и создании Регентского совета. В ответ на это на местах стали образовываться хунты, заявлявшие о непризнании Регентского совета. 10 мая была образована Хунта в Картахене-де-Индиас, 3 июля — в Сантьяго-де-Кали, 4 июля — в Памплоне, 9 июля — в Сокорро. 20 июля в столице вице-королевства Новая Гранада Санта-Фе-де-Боготе на открытом народном собрании была избрана Верховная Народная Хунта Новой Гранады, которая 26 июля объявила о непризнании Регентского совета.
30 августа 1810 года представители Санта-Фе-де-Антьокия, Меделина, Маринильи и Рионегро создали Хунту Антьокии. Хунта объявила губернатора Франсиско де Айала президентом Антьокии.

### Государственное строительство
27 июня 1811 года собралась первая Конституционная ассамблея Антьокии. Конституция объявила бывшую провинцию Антьокия суверенной и независимой республикой, однако оставила возможность признания в будущем власти короля Фердинанда VII.
27 ноября 1812 года Антьокия объединилась с другими самопровозглашёнными республиками в Соединённые Провинции Новой Гранады. 11 августа 1813 года Антьокия провозгласила полную независимость от Испании; диктатором-президентом Антьокии стал Хуан дель Корраль.

### Восстановление власти Испании
В 1815 году Испания отправила на подавление выступлений в американских колониях крупнейший в своей истории экспедиционный корпус под командованием Пабло Морильо. 18 февраля 1816 года испанские войска вступили в Санта-Фе-де-Антьокия, 22 марта — в Меделин. 5 апреля был назначен испанский губернатор провинции Антьокия.